# Ngoran
Ngoran is een bestuurslaag in het regentschap Blitar van de provincie Oost-Java, Indonesië. Ngoran telt 3696 inwoners (volkstelling 2010).